# Tiburtinische Sibylle

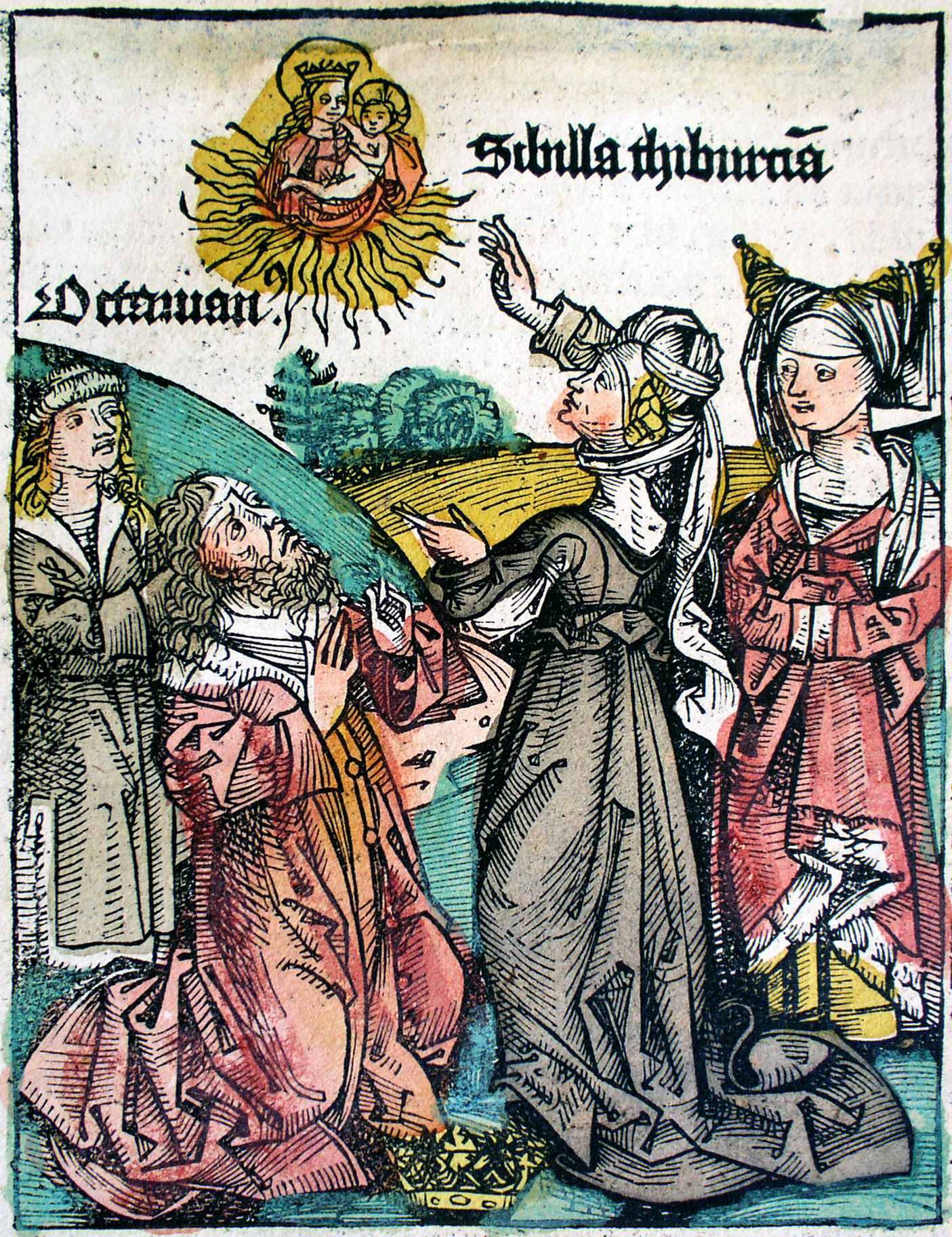
Vision des Augustus und der Tiburtinischen Sibylle in: Schedelsche Weltchronik, 1493

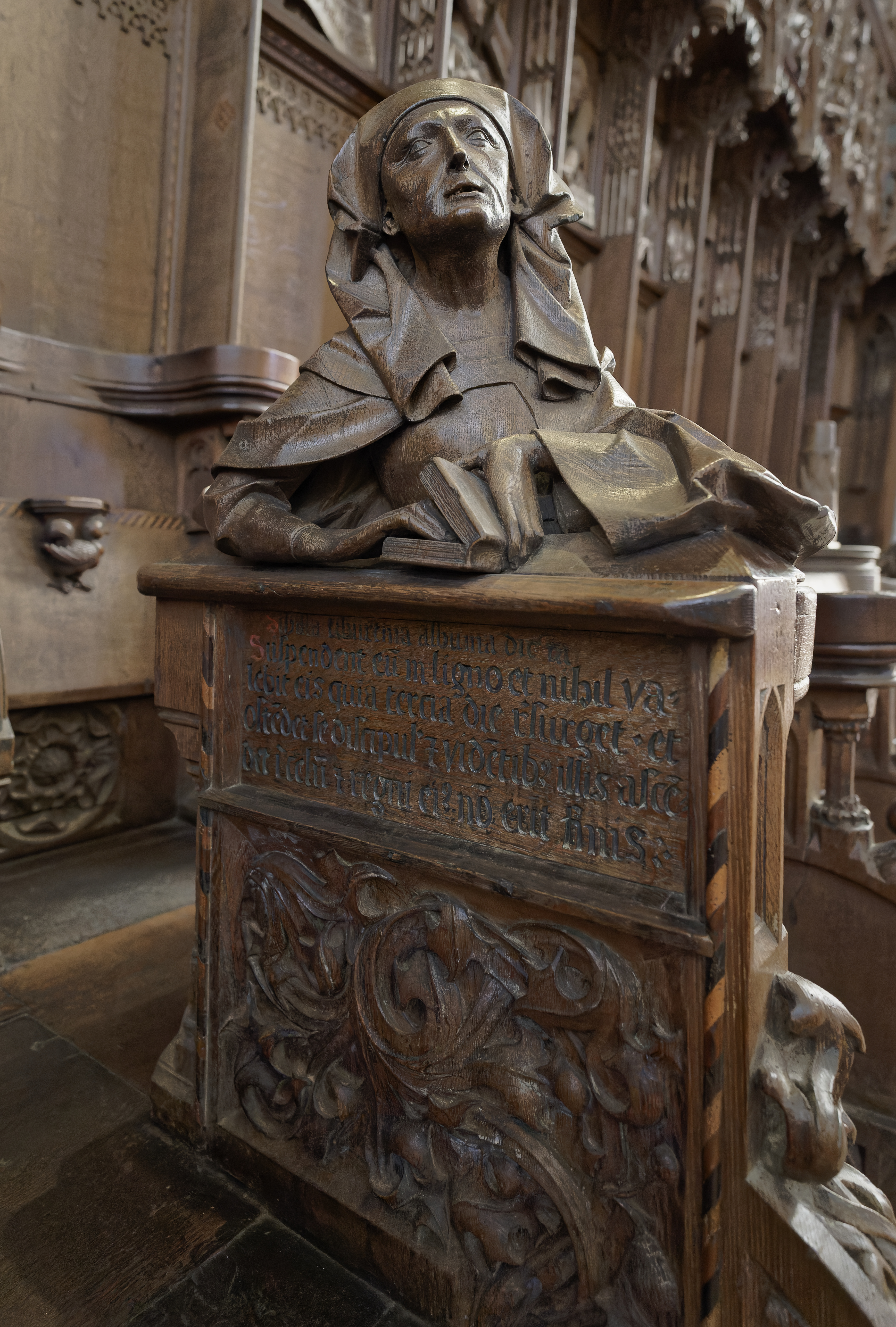
Büste der Tiburtinischen Sibylle im Ulmer Münster, 15. Jahrhundert

Die Tiburtinische Sibylle ist eine der gemäß Laktanz von dem römischen Schriftsteller Varro unterschiedenen zehn Sibyllen, die jeweils mit einem geographischen Epithet versehen sind. Sie wurde im westlichen Mittelalter zu einer der bekanntesten Interpretationen von paganen Seherinnen.
Der Beiname der Sibylle soll auf Tibur (heute Tivoli) deuten, eine Stadt in der Nähe von Rom. Jedoch findet sich bei griechischen und römischen Quellen der Antike kaum ein direkter Hinweis auf eine Sibylle besonders an diesem Ort. Laktanz gibt dieser Sibylle von Tibur einen weiteren Beinamen, Albunea. Dies kann auf eine in der Antike ebenfalls bei Tibur für Orakel verehrte Nymphe dieses Namens oder allgemein als Hinweis auf die dort lange als Albulae Aqua bekannten Quellen gedeutet werden.
Noch heute findet man in Tivoli einen Tempelbezirk mit zwei Tempeln an den Wasserfällen des Anio. Auch wenn traditionell der rechteckige Tempel als Tempel der Sibylle bezeichnet wird, ist ungeklärt, welcher Tempel tatsächlich der Sibylle geweiht war.
Wie alle Sibyllen ist die Tiburtinische Sibylle aus Mythos und Legende der Antike hervorgegangen. Dennoch hat die Figur der mittelalterlichen Tiburtinischen Sibylle mit den Seherinnen und Sibyllinischen Büchern des Altertums nur den Namen und einige Charakteristika gemein.
Im Mittelalter war die als Tiburtinische Sibylle bezeichnete „vornehmeste Weissagerin“ neben der Sibylle von Erythrai bei Gelehrten und im Volk eine der bekanntesten paganen prophetischen Seherinnen, denn sie hatte der Legende nach christlich inspiriert dem paganen Kaiser Augustus eine Traumvision gedeutet.
Nach dieser Legende wollten die Höflinge den Kaiser Augustus als Gott verehren. Dieser ließ, weil ihm dabei unwohl war, die Sibylle von Tibur kommen, die ihm genau am Tag der Geburt Jesu Christi eine Erscheinung am Himmel zeigte, eine schöne Frau mit Kind, die auf einem Altar saß. Die Sibylle sagte dem Kaiser, dass dieses Kind größer sei als er. Daraufhin fiel der Kaiser auf die Knie und verehrte das Kind.
Die Legende ist als die Gründungslegende der römischen Basilika Santa Maria in Aracoeli bekannt und findet sich zuerst in der Legenda aurea beschrieben. Als „Vision des Augustus und der Sibylle“ war sie durch ihre häufigen bildlichen Darstellungen in Kirchen bis ins späte Mittelalter ausgesprochen populär und fand auch Eingang in die zahlreichen Heilsspiegel und volkssprachlichen Weltchroniken.
Andere frühere Interpretationen der Figur der Tiburtinischen Sibylle sind ab dem 11. Jahrhundert unter ihrem lateinischen Namen Sibylla Tiburtina verbreitete Texte mit politischen Prophetien. Diese gaben vor, die Rolle des Kaiserreiches in einem zu erwartenden apokalyptischen Weltgericht vorherzusagen.
In der Renaissance wurde eher allgemein die prophetische Gotteserwartung aller Sibyllen hervorgehoben, als Gruppe von sehenden Frauen. Es findet sich jedoch z. B. bei den Stanzen des Raffael noch eine kleinere Darstellung ihrer Legende von der Vision des Augustus.
In der Kunst der Gotik und Renaissance werden oft in Anlehnung an die Auflistung nach Varro eine Reihe von Sibyllen dargestellt, häufig zusammen mit einer oft gleichen Anzahl von Propheten des Alten Testaments, darunter oft eine als ’’Tiburtinische Sibylle’’ identifizierbare Seherin, so z. B. in eine gotische Halb-Plastik im Chorgestühl des Ulmer Münsters, als eine von zehn Sibyllen, im Gesamtkunstwerk mit zahlreichen antiken Gelehrten und Propheten.
Als Einzeldarstellung in Verbindung mit der Deutung der Vision des Augustus ist sie besonders in der spätgotischen Epoche zu sehen, so z. B.
- am Bladelin-Altar des Malers Rogier van der Weyden
- um den Bordesholmer Altar des Bildhauers Hans Brüggemann
- an der Tafel der Verherrlichung Mariae Meister der Verherrlichung Mariae

In der wohl bekanntesten bildlichen Darstellung von Sibyllen im Renaissance-Fresko an der Decke der Sixtinischen Kapelle im Vatikan ist sie nicht enthalten.